# Ochsenkopfantenne
Ochsenkopfantenne oder einfach Ochsenkopf war im Süden der DDR die umgangssprachliche Bezeichnung für eine zum Empfang des Westfernsehens vorgesehene Fernseh-Antenne in Privathaushalten. Ihre Bauform und Größe war auf den Empfang des vom Ochsenkopf, einem Berg im bayerischen Fichtelgebirge, abgestrahlten ARD-Fernsehprogramms abgestimmt.

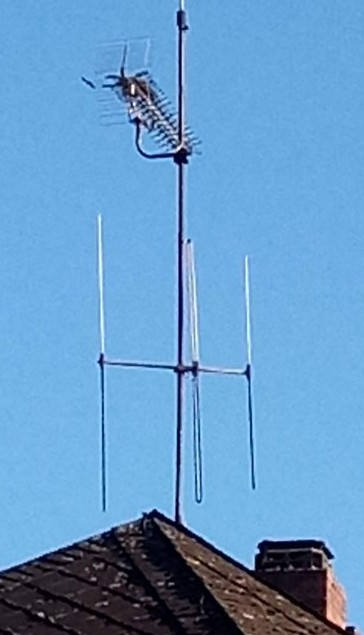
3-Elemente-Ochsenkopfantenne [industrielle Ausführung] (darüber: UHF-Antenne)

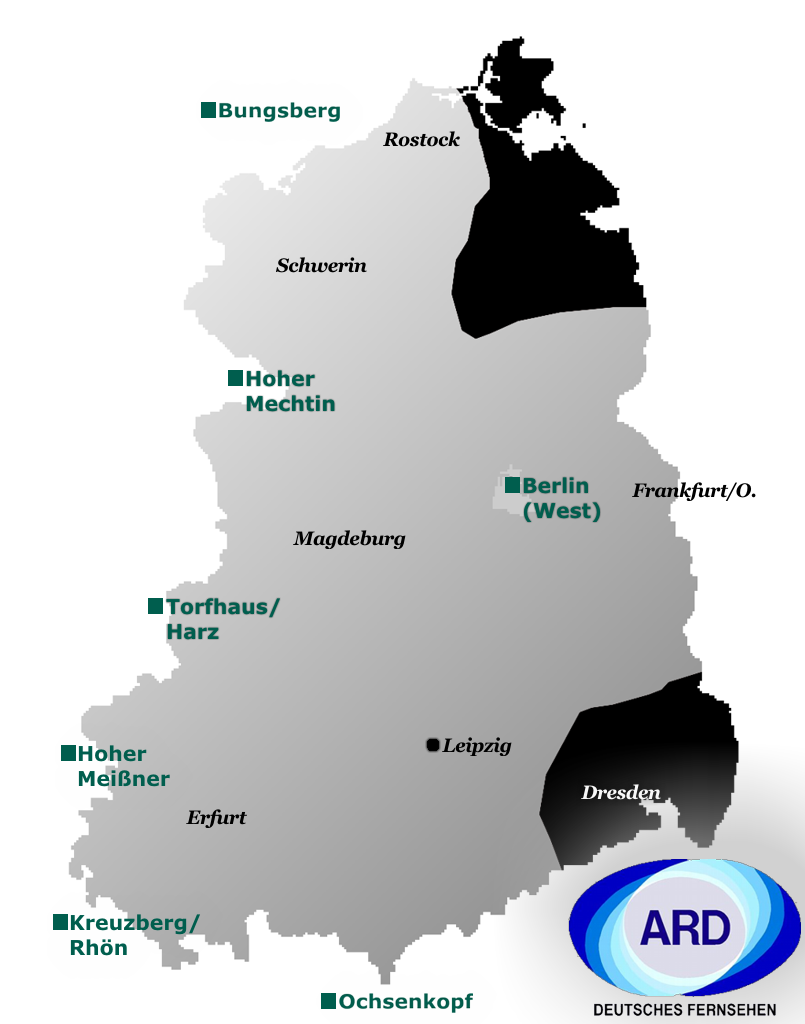
Grobe Darstellung der ARD-Reichweite in das Gebiet der DDR mit Senderstandorten

## Empfang von Westfernsehen
Das vom leistungsstarken Sender Ochsenkopf des Bayerischen Rundfunks ab dem 12. Februar 1958 mit 100 kW ausgestrahlte Erste Fernsehprogramm der ARD konnte mit dieser Antenne auch in Teilen der DDR (Westsachsen, Ostthüringen und im Süden des heutigen Sachsen-Anhalt, zeitweise sogar auch im sogenannten Tal der Ahnungslosen um Dresden) empfangen werden.
Bedingt durch die Empfangsfrequenz im VHF-Band I im  Kanal 4 waren die Antennen-Elemente relativ lang (> 2 m, s. u.) und wegen der vertikalen Polarisation hatten sie somit ein typisches Aussehen. Gleichzeitig konnten diese Antennen auch als Behelfsantennen für den UKW-Rundfunk mitverwendet werden.
Auch auf Grund der örtlich recht großen Entfernung zum Sender boten selbst frei aufgestellte 3-Element-Yagiantennen und Antennengruppen aus zwei 3-Element-Yagiantennen oft nur zeitweise oder wetterabhängig einen guten Fernempfang. Auch waren Bauanleitungen für leistungsfähigere Einzelantennen mit bis zu 6 Elementen in der DDR frei verfügbar.

## Die industrielle Fertigung in der DDR
Diese Yagi-Antennen wurden in der DDR auch durch RFT industriell gefertigt und waren frei verkäuflich, da in Calau vom Vorgänger des Fernmeldeturm Calau ebenfalls ein TV-Sender auf dem Kanal 4 sendete. Es gab Ausführungen mit einem, zwei und drei Elementen zu kaufen.

## Selbstbau von Halbwellendipolen

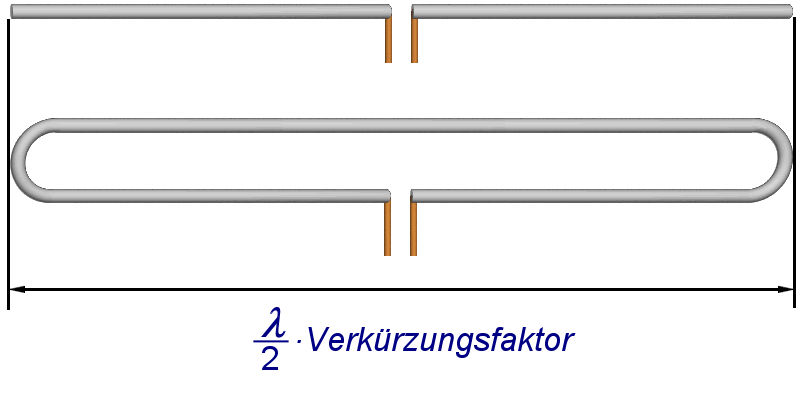
Gestreckter λ/2-Dipol (oben) und λ/2-Faltdipol

Auch der Selbstbau dieser Dipolantennen war üblich. Ein Halbwellendipol wurde z. B. aus zwei gleich langen Aluminium- oder Kupferrohren mit einem Durchmesser von ca. 10–15 mm gefertigt. Beide Rohre wurden mit einem isolierenden Distanzstück axial miteinander verbunden. Die Gesamtlänge beider Rohre und des Distanzstücks musste etwa 2230 mm betragen und durfte keinen axialen Versatz aufweisen. Diese wurde einfach durch zwei 35 cm lange Alu-Rohrstücke gleichen Durchmessers durch Anschrauben verlängert und erhielt so die erforderliche Gesamtlänge von 2,23 m. Zum Anschluss an den Fernsehempfänger diente eine handelsübliche symmetrische UKW-Bandleitung, die in der Nähe des Isolierstückes endete, an welchem je eine Leitung an ein Rohr durch Klemmen oder Löten befestigt wurde.
Die Montage der Rohre mit dem Distanzstück erfolgte vertikal isoliert, z. B. an einem hölzernen Dachträger in der Bodenkammer oder an der Rückwand einer Schrankwand.
Beide Möglichkeiten boten oft wegen der nicht ausreichenden Freiräume um die Antenne und der damit verbundenen Dämpfung und Feldverzerrung wenig befriedigende Empfangsverhältnisse.
Seit 1968 war ein über 200-seitiges, in mehreren Auflagen erschienenes Buch mit zahlreichen Anleitungen zum Eigenbau von Antennen für alle üblichen Frequenzbereiche des UKW-Rundfunk und Fernsehen, das „Antennen-Buch“ von Eberhard Spindler, in der DDR allgemein erhältlich.

## Staatliche Gegenmaßnahmen und Repressionen
In den 1960er Jahren führte es anfangs noch zu Repressionen gegen Bürger, wenn auf deren Hausdach „Ochsenköpfe“ entdeckt wurden. In der Folge wurden die Antennen dann unter dem Dach oder in den Wohnungen versteckt, jedoch ab den 1970er Jahren in Privathaushalten geduldet. Diese Duldung wurde mit der Amtsübernahme Erich Honeckers von der SED inoffiziell (mündlich) bekanntgegeben. Die Sendesignale des Senders Calau auf dem VHF-Kanal 4 und dem UHF-Kanal 23 wirkten in einigen Regionen für das ZDF auch als lokale Störsender.
Einigen Personen und Personengruppen war das Hören und Sehen von West-Sendern bis 1989 ausdrücklich untersagt. Dazu gehörten neben Funktionären im Staats- und Partei-Apparat insbesondere Angehörige der NVA, der Grenztruppen und der Polizei, daneben zeitweise auch Lehrer und Feuerwehrleute. Die Betreffenden hielten sich seit Ende der 1960er Jahre allerdings immer seltener an dieses Verbot.

## Antennengemeinschaften in der DDR
Ab 1970 wurde in Regionen mit besonders schwierigen Empfangsverhältnissen auch die Bildung lokaler Antennengemeinschaften geduldet. Hierbei organisierten interessierte Bürger den Bau einer Antennenanlage auf einem günstigen Standort (Anhöhe) und verteilten das verstärkte Signal per Kabel an die Haushalte. Ende der 80-Jahre nutzten einige Antennengemeinschaften auch Satellitenschüsseln zum Empfang der ARD, wenn der Empfang terrestrisch nicht mehr möglich war.
Viele kommunale und genossenschaftliche Wohnungsverwaltungen boten ihren Mietern die Möglichkeit, das Westfernsehen zu sehen. Allerdings war hier oft Eigeninitiative gefragt. So wurden die meisten Häuser in der DDR durch zahlreiche selbstgebaute Westantennen verunziert. Der Empfang dieser Sender in staatlichen Einrichtungen wie Wohnheimen blieb offiziell untersagt und wurde auch teilweise mit Hilfe von Sperrfiltern unterbunden. Dort, wo ein Empfang trotzdem möglich war, wurde er jedoch oft stillschweigend geduldet.
Viele dieser Antennengemeinschaftsanlagen verschwanden nach der Wiedervereinigung durch das Aufkommen des Kabelfernsehens, und weil private Satellitenanlagen oft eine größere Programmauswahl boten.

## Varia
Auch zwei UKW-Rundfunkprogramme des Bayerischen Rundfunks wurden ab dem 12. Februar 1958 mit jeweils 100 kW vom Ochsenkopf abgestrahlt und waren in großen Teilen des Südens der DDR mit handelsüblichen und selbstgebauten UKW-Antennen zu empfangen.